# Harrison Afful
Harrison Afful, né le 24 juillet 1986 à Kumasi, est un footballeur international ghanéen jouant au poste d'arrière droit.

## Biographie

### En club
Après des débuts à la Feyenoord Ghana (en), il évolue ensuite à Asante Kotoko. Transféré à l'Espérance de Tunis le 24 août 2009 pour un contrat de trois ans, il remporte avec cette équipe le championnat de Tunisie de football en 2010,2011, 2012 et 2014, la coupe de Tunisie de football en 2011 et la Ligue des champions de la CAF le 12 novembre 2011 après avoir inscrit l'unique but de la finale.

### En équipe nationale
Il participe à la Coupe d'Afrique des nations 2008 avec le Ghana, finaliste de la CAN 2010 et quatrième en CAN 2013.

## Statistiques
| Saison                | Club                  | Championnat             | Championnat | Championnat | Coupe(s) nationale(s) | Coupe(s) nationale(s) | Compétition(s) continentale(s) | Compétition(s) continentale(s) | Compétition(s) continentale(s) | Séries | Séries | Coupe du monde des clubs | Coupe du monde des clubs | Total | Total |
| Saison                | Club                  | Division                | M.          | B.          | M.                    | B.                    | Comp.                          | M.                             | B.                             | M.     | B.     | M.                       | B.                       | M.    | B.    |
| 2009-2010             | ES Tunis              | Ligue Professionnelle 1 | 19          | 2           | 0                     | 0                     | -                              | -                              | -                              | -      | -      | -                        | -                        | 19    | 2     |
| 2010-2011             | ES Tunis              | Ligue Professionnelle 1 | 17          | 0           | 2                     | 0                     | LDC+LDC                        | 10+2                           | 1+0                            | -      | -      | -                        | -                        | 31    | 1     |
| 2011-2012             | ES Tunis              | Ligue Professionnelle 1 | 16          | 0           | 0                     | 0                     | LDC+LDC                        | 9+3                            | 1+0                            | -      | -      | 2                        | 0                        | 30    | 1     |
| 2012-2013             | ES Tunis              | Ligue Professionnelle 1 | 17          | 3           | 0                     | 0                     | LDC+LDC                        | 8+4                            | 0+0                            | -      | -      | -                        | -                        | 29    | 3     |
| 2013-2014             | ES Tunis              | Ligue Professionnelle 1 | 27          | 4           | 0                     | 0                     | LDC+LDC                        | 6+4                            | 0+2                            | -      | -      | -                        | -                        | 37    | 6     |
| 2014-2015             | ES Tunis              | Ligue Professionnelle 1 | 23          | 2           | 0                     | 0                     | LDC+LDC                        | 2+4                            | 0+1                            | -      | -      | -                        | -                        | 29    | 3     |
| Sous-total            | Sous-total            | Sous-total              | 119         | 11          | 2                     | 0                     | -                              | 52                             | 5                              | 0      | 0      | 2                        | 0                        | 175   | 16    |
| 2015                  | Crew de Columbus      | MLS                     | 9           | 0           | -                     | -                     | -                              | -                              | -                              | 5      | 0      | -                        | -                        | 14    | 0     |
| 2016                  | Crew de Columbus      | MLS                     | 30          | 3           | 0                     | 0                     | -                              | -                              | -                              | -      | -      | -                        | -                        | 30    | 3     |
| 2017                  | Crew de Columbus      | MLS                     | 24          | 0           | 0                     | 0                     | -                              | -                              | -                              | 5      | 1      | -                        | -                        | 29    | 1     |
| 2018                  | Crew de Columbus      | MLS                     | 32          | 2           | 0                     | 0                     | -                              | -                              | -                              | 3      | 0      | -                        | -                        | 35    | 2     |
| 2019                  | Crew de Columbus      | MLS                     | 22          | 0           | 2                     | 0                     | -                              | -                              | -                              | -      | -      | -                        | -                        | 24    | 0     |
| 2020                  | Crew de Columbus      | MLS                     | 22          | 1           | -                     | -                     | -                              | -                              | -                              | 4      | 0      | -                        | -                        | 26    | 1     |
| 2021                  | Crew de Columbus      | MLS                     | 26          | 0           | -                     | -                     | LCC+CC                         | 3+1                            | 0+0                            | -      | -      | -                        | -                        | 30    | 0     |
| Sous-total            | Sous-total            | Sous-total              | 165         | 6           | 2                     | 0                     | -                              | 4                              | 0                              | 17     | 1      | -                        | -                        | 188   | 7     |
| 2022                  | Charlotte FC          | MLS                     | 21          | 0           | 3                     | 1                     | -                              | -                              | -                              | -      | -      | -                        | -                        | 24    | 1     |
| 2023                  | Charlotte FC          | MLS                     | 13          | 0           | 1                     | 0                     | LCup                           | 2                              | 0                              | -      | -      | -                        | -                        | 16    | 0     |
| Sous-total            | Sous-total            | Sous-total              | 34          | 0           | 4                     | 1                     | -                              | 2                              | 0                              | 0      | 0      | -                        | -                        | 40    | 1     |
| Total sur la carrière | Total sur la carrière | Total sur la carrière   | 318         | 17          | 8                     | 1                     | -                              | 58                             | 5                              | 17     | 1      | 2                        | 0                        | 403   | 24    |

## Palmarès

### En club
Asante Kotoko
- Championn du Ghana en 2008

 ES Tunis
- Champion de Tunisie en 2010, 2011, 2012 et 2014
- Vainqueur de la Coupe de Tunisie en 2011
- Vainqueur de la Ligue des champions de la CAF en 2011

 Crew de Columbus
- Vainqueur de la Coupe MLS en 2020
- Vainqueur de la Campeones Cup en 2021

### Équipe nationale
- Médaille de bronze à la Coupe d'Afrique des nations de football 2008
- Finaliste de la Coupe d'Afrique des nations de football 2010
- Finaliste de la coupe Coupe d'Afrique des nations de football 2015

### Distinctions personnelles
- Élu meilleur joueur de l'année de Ghana Premier League en 2008
- Meilleur arrière droit africain de l'année en 2011
- Meilleur joueur Ghanéen de l'année en 2014